# Félix De Broux
Félix Eugène De Broux (Court-Saint-Étienne, 2 september 1840 - 16 april 1914) was een Belgisch senator.

## Levensloop
De Broux was een zoon van notaris Eugène De Broux en van Adèle Cottin. Hij trouwde met Hermine Seutin.
Kandidaat-notaris na studies aan de ULB, volgde hij zijn vader op als notaris in Court-Saint-Étienne (1866-1914).
Hij werd gemeenteraadslid en burgemeester van Court-Saint-Étienne (1873-1878 en 1896-1903) en werd in 1892 verkozen tot katholiek senator voor het arrondissement Nijvel. Hij vervulde dit mandaat tot in oktober 1894.
In 1871 kocht hij een domein op het gehucht Wisterzée en bouwde er een neorenaissancekasteel. Het was voltooid rond 1875, terwijl het domein verder werd uitgebreid, met onder meer visrijke vijvers.